# Der Weg nach Rio (1931)
Der Weg nach Rio ist ein deutscher Spielfilm aus dem Jahr 1931, der von den Gefahren des internationalen Mädchenhandels berichtet. Es war die letzte Regiearbeit des im Dezember 1930 frühzeitig verstorbenen Manfred Noa. Die Hauptrollen sind mit Maria Solveg und Oskar Marion sowie Senta Söneland und Oskar Homolka besetzt.
Das Drehbuch von Lüthge und Langen geht auf eine Novelle von W. E. Friedrich Nietzsche zurück.

## Handlung
Die junge Sekretärin Inge Weber und der Chauffeur Karl Plattke sind ein Liebespaar. Eines Tages „leiht“ sich Karl das Auto seines Chefs für eine Juxtour ins Grüne aus und überlässt seiner Inge für einen Moment das Steuer. Schon geschieht ein schreckliches Malheur: Inge verliert die Kontrolle über das Fahrzeug und überfährt versehentlich ein Kind. Der Unfall mit diesen schrecklichen Folgen löst bei beiden jungen Menschen Panik aus. Sie fliehen vom  Ort des Geschehens nach Hamburg, wo sie in einem kleinen Hotel untertauchen. Geführt wird diese Absteige von einer zweifelhaften Person, der Kupplerin Berta Andersen, die nur wenig Skrupel kennt. Sie hat derzeit gerade Besuch aus Südamerika, einen gewissen Ricardo Gabiano, seines Zeichens ein noch weniger skrupelbehafteter Mädchenhändler, der in Hamburg mal wieder auf der Suche nach „frischer Ware“ ist. Da er seinem Konkurrenten Felice, dem er unlängst ein Mädchen vor der Nase weggeschnappt hat, Ersatz besorgen muss, wenn er nicht ordentlich Ärger bekommen will, kommt ihm Inges Anwesenheit gerade recht.
Kupplerin Berta, die von Karls Flucht über einen Zeitungsartikel erfahren hat, macht Ricardo mit der jungen Frau bekannt. Unter dem Vorwand, ein grundsolider Kaufmann auf der Suche nach einer talentierten Stenotypistin zu sein, erscheint er für Inge, die noch immer große Angst vor einer etwaigen Verhaftung hat, wie ein rettender Engel. Sie nimmt Gabianos Angebot an, ihm nach Rio de Janeiro zu folgen. Karl, der Inge nicht allein gehen lassen will, wird von Berta damit geködert, dass er ihr mit einem gefälschten Pass wenige Tage später nachfolgen könne.
In der brasilianischen Metropole angekommen, wird Inge bald klar, dass sie in die Hände eines hundsgemeinen Mädchenhändlers geraten ist. Sie wird vor Ort in das dubiose Etablissement eines gewissen Barera gesteckt und soll dort ihren Broterwerb als Pianistin sichern, da sich laut Gabianao angeblich bei ihrer Anstellung als Stenotypistin Schwierigkeiten ergeben hätten. Inge ahnt nichts Gutes und will fliehen, als sie auch noch als „Hostess“ an die Tische der zahlenden Etablissementgäste gehen soll. Ganz allein auf sich gestellt in einer völlig fremden Stadt, möchte sie eine andere, weniger anrüchige Arbeit finden. Doch Gabiano wird ihrer habhaft, und nun beginnt der stetige Niedergang Inges. Schließlich erreicht sie ihren Tiefpunkt, als sie an die Spelunke „Grüne Kugel“ abgetreten wird. Dort landet Inge, inzwischen von Ricardo morphiumabhängig gemacht, als „verlorene Seele“ und droht endgültig in die Billigstprostitution abzusinken und als Hafennutte zu enden.
Karl wurde derweil gleich nach Inges Abreise von Berta an die Polizei verpfiffen. Er musste für Inges Vergehen eine Gefängnisstrafe absitzen. Kaum wieder in Freiheit, macht sich Karl mit Unterstützung der Liga zur Bekämpfung des internationalen Mädchenhandels  augenblicklich nach Rio auf, um nach seiner Inge zu suchen. Er kommt vor Ort anfänglich nicht weiter, kann aber, als er Marietta, eine Freundin Inges in Rio, kennenlernt, seine verschollene Freundin aufspüren. Inge hatte kurz zuvor erneut – wiederum vergebens – einen Fluchtversuch unternommen und ist nun, nach Gabianos Misshandlungen, auf einem psychischen wie physischen Tiefpunkt angelangt. Karl trifft sie in einem erbarmungswürdigen Zustand an, da sich Inge gegen Ricardo heftig zur Wehr gesetzt hatte, von Ricardo als Hafennutte eingesetzt und ausgebeutet zu werden und bei ihrer Gegenwehr gestürzt war. Nun endlich rückt die von Karl informierte Polizei an und verhaftet den Mädchenhändler und seine Schergen. Karl aber kann seine Inge endlich wieder in die Arme nehmen und sie heim nach Deutschland bringen.

## Produktionsnotizen, Veröffentlichung
Der Weg nach Rio entstand im Oktober und November 1930 in den UFA-Studios in Neubabelsberg. Produzent Anatol Potok übernahm auch die Produktionsleitung, Walter Rühland sorgte für den Ton. Hans Sohnle und Otto Erdmann entwarfen die Filmbauten. Bobby E. Lüthge hatte bereits einige Jahre zuvor das Drehbuch für Das Frauenhaus von Rio verfasst, ebenfalls ein Film über Mädchenhandel.
Co-Komponist Artur Guttmann übernahm auch die musikalische Leitung. Das Orchester José Llossas spielte mit seinem Tango-Orchester. Im Film erklingt unter anderem das Tangolied Komm’ her mein Junge, Musik: Friedrich Hollaender, Text: Charles Amberg sowie das Chorlied Die gute Polizei, Musik: Stefan Rényi, Text: Charles Amberg.
Der Film besaß eine Länge von 2257 Meter, verteilt auf acht Akte, passierte am 12. Januar 1931 die Filmzensur und wurde am 15. Januar 1931 in Berlins Terra-Lichtspiele Mozartsaal sowie im Titania-Palast uraufgeführt. Der Film firmierte auch unter dem weiteren Titel Die grüne Kugel und in Österreich unter dem Verleihtitel Mädchenhändler an der Arbeit. In Dänemark wurde er am 2. Februar 1931 unter dem Titel Slavehandleren fra Rio veröffentlicht. Der internationale Titel lautet Road to Rio.
Nahezu zeitgleich drehte Jaap Speyer mit Tänzerinnen für Süd-Amerika gesucht einen thematisch recht ähnlichen Stoff.

## Wissenswertes
Filme, die sich thematisch mit dem internationalen Mädchenhandel befassen, haben sowohl in Dänemark als auch in Deutschland eine lange Tradition. In der Stummfilmzeit entstanden vor allem in den 1900er und 1910er Jahren, aber auch nach dem Ersten Weltkrieg eine Reihe von diesbezüglichen Kinoproduktionen, die sich beim mitteleuropäischen Publikum einer beträchtlichen Beliebtheit erfreuten.

## Kritik
Die Österreichische Filmzeitung sprach im Januar 1931 von einer „dramatisch bewegten, spannenden Handlung“ und nannte Der Weg nach Rio überdies „ungemein wirkungsvoll“.
Der Kritiker und Autor Karlheinz Wendtland schrieb zum Thema Mädchenhandel – „damals wie auch heute noch eine Geißel für die Frauen!“ ‚Der Weg nach Rio‘ sei ein „um die Aufklärung solcher Schicksale bemühter Film – auch wenn er vielleicht von einem sensationslüsternen Publikum anders verstanden“ werde. Zwar habe man gelegentlich „den Eindruck, dass hier übertrieben“ werde. Aber man habe „nur die Empfindung“, „die Wirklichkeit“ sei „noch viel schlimmer!“ Weiter führte Wendtland aus: „Der Film hat hervorragende Darsteller, die sich ernsthaft um das aufgeworfene Problem bemühen.“ Ickes habe in der Filmwoche dazu ausgeführt: „Besetzt ist der Film erstklassg: er wird eine Augenweide für Optiker. Ich meine für Kinobesucher, die, wie man sagt, optisch sehen gelernt haben. Dieser Homolka zum Beispiel ist wunderbar, Maria Solveg ist ganz und gar Leidensweg, von unten bis oben Katastrophe; und Marion und Hertha von Walter: der Film ist wirklich gut gemacht.“

## Nachwirkung
Das Centrum für Filmforschung e. V. Cinegraph Babelsberg schrieb der Film reihe sich „in das Genre der Mädchenhändlerfilme ein, sogenannte white-slavery-Filme, die von entführten und verführten jungen Mädchen erzählen, die mit falschen Versprechungen ins Ausland gelockt werden, um schließlich in den Bordellen Südamerikas oder anderen exotischen Orten zu landen“. Diese Filme seien „fast so alt wie der Film selbst“ und hätten „meist dann Konjunktur, wenn zuvor ein internationaler Kongress zur Bekämpfung des Mädchenhandels stattgefunden“ habe, „wie zum Beispiel 1930 in Warschau“. Noas Film sei jedoch nicht nur ein „spekulativ angelegter Kriminalfilm, der zwar dem Geschmack des damaligen Publikums“ entsprochen habe, aber „in der Filmpresse auf geteilte Meinungen“ gestoßen sei. Die Uraufführung des Films in Brasilien habe auch „eine Welle der nationalen Empörung“ ausgelöst und „im Frühjahr 1931 zu einer der schwerwiegendsten kulturpolitischen Auseinandersetzungen zwischen Deutschland und Brasilien“ geführt.